# József Podmaniczky von Aszód und Podmanin

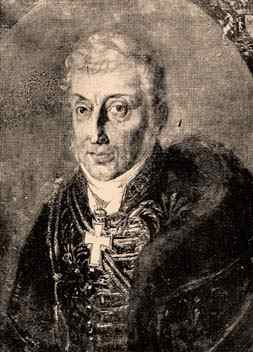
József Podmaniczky

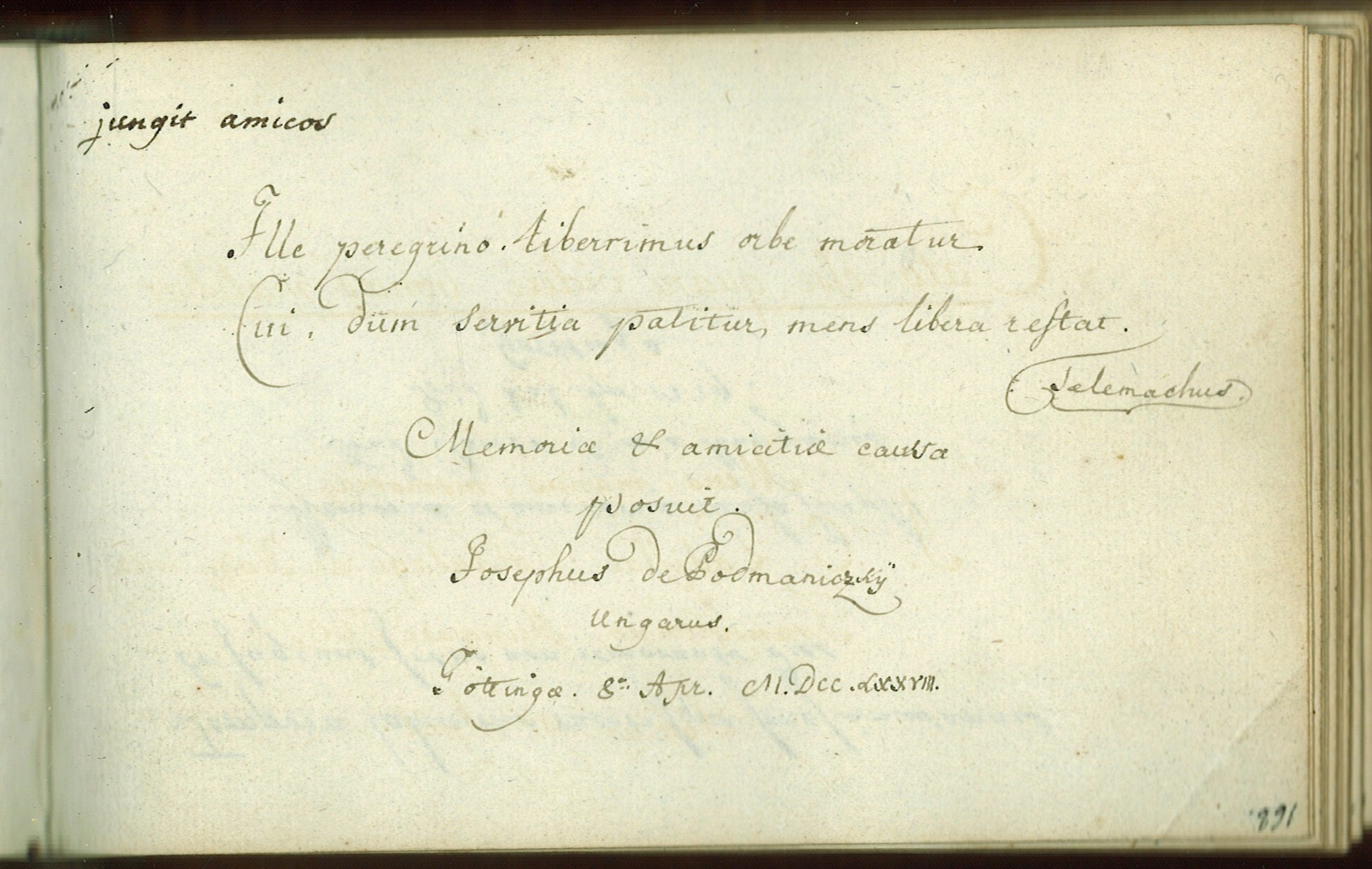
Stammbucheintrag Podmaniczkys als Student in Göttingen 1778

József Ludwig Podmaniczky von Aszód und Podmanin (* 29. Juli 1756 in Ungarn; † 11. Mai 1823 in Pest) war ungarischer Jurist, Politiker und Kunstmäzen.

## Leben
Podmaniczky entstammte einer protestantischen ungarischen Adelsfamilie und studierte 1776–79 Rechtswissenschaften an der Georg-August-Universität Göttingen, hörte aber auch Geschichte, Politik und Statistik sowie die Vorlesungen August Ludwig von Schlözers zum Zeitungswesen. Ein Schattenriss von ihm als Student befindet sich in der Silhouetten-Sammlung Schubert in der SUB Göttingen. Gemeinsam mit den katholischen Grafen Friedrich Lothar und Johann Philipp von Stadion hörte er die Vorlesungen Georg Christoph Lichtenbergs und korrespondierte später noch mit diesem. Nach dem Studium absolvierte er seine Grand Tour durch England, Frankreich und Italien. In London wurde er am 8. Juni 1780 als Fellow in die Royal Society aufgenommen.
Podmaniczky trat 1780 in den Verwaltungsdienst der Habsburgermonarchie ein und wurde 1783 Gubernialrat in Fiume, ab 1786 bis 1807 war er königlich ungarischer Statthaltereirat in Ofen und schließlich Obergespan des Komitats Bács-Bodrog. In den 1790er Jahren gehörte er zu den Führern der adligen nationalen Reformbewegung Ungarns und setzte sich mit den Ungerechtigkeiten des habsburgischen gesamtstaatlichen Zoll- und Steuerrechts aus ungarischer Sicht auseinander. 1807 wurde er zum wirklich Geheimen Staatsrat ernannt. Er vertrat Österreich 1815 in Paris bei den Verhandlungen der Kriegsschätzungskommission (Zweiter Pariser Frieden) und war drei Jahre dort beschäftigt, um die Österreich zustehenden Reparationsleistungen Frankreichs frei zu setzen.
Als Kunstmäzen machte József Podmaniczky sich um das ungarische Theater verdient. Der Budapester Kapellmeister und Komponist Johann Spech (1767–1836) komponierte ihm als seinem Gönner und Förderer die Trauerkantate.